# Щуренко, Татьяна Александровна
Татьяна Александровна Щуренко (укр. Тетяна Олександрівна Щуренко; род. 26 февраля 1976, Днепропетровск), в девичестве Николаева (укр. Ніколаева) — украинская легкоатлетка, специалистка по прыжкам в высоту, прыжкам в длину и тройным прыжкам. Выступала на профессиональном уровне в 1993—2007 годах, обладательница серебряных и бронзовых медалей чемпионатов Украины, победительница и призёрка ряда крупных международных турниров, участница летних Олимпийских игр в Афинах. Мастер спорта Украины международного класса.

## Биография
Татьяна Николаева родилась 26 февраля 1976 года в Днепропетровске, Украинская ССР. Впоследствии также представляла Запорожье и Киев.
Впервые заявила о себе в лёгкой атлетике на международном уровне в сезоне 1993 года, когда вошла в состав украинской сборной и выступила в прыжках в длину на юниорском европейском первенстве в Сан-Себастьяне.
В 1994 году прыгала в высоту на юниорском мировом первенстве в Лиссабоне, заняла в финале 11-е место.
В 1995 году соревновалась в прыжках в высоту на юниорском европейском первенстве в Ньиредьхазе.
В 1996 году в той же дисциплине стала бронзовой призёркой на зимнем чемпионате Украины в Запорожье, успешно выступила на нескольких международных турнирах.
В 1997 году получила серебро на зимнем чемпионате Украины в Запорожье.
В 1998 году была третьей на зимнем чемпионате Украины во Львове и второй на летнем чемпионате Украины в Киеве, где уступила только титулованной Ирине Михальченко.
В 1999 году на Кубке Украины в Белой Церкви выиграла бронзовую медаль и установила свой личный рекорд в прыжках в высоту на открытом стадионе — 1,93 метра.
В 2000 году отметилась выступлением на Кубке Европы в Гейтсхеде, где в зачёте прыжков в высоту заняла шестое место.
В 2004 году решила попробовать себя в тройном прыжке, в частности с личным рекордом 14,22 победила на турнире в Киеве и стала серебряной призёркой на чемпионате Украины в Ялте. Благодаря череде успешных выступлений удостоилась права защищать честь страны на летних Олимпийских играх в Афинах — на предварительном квалификационном этапе прыгнула на 13,55 метра, чего оказалось недостаточно для выхода в финал.
Завершила спортивную карьеру по окончании сезона 2007 года.
За выдающиеся спортивные достижения удостоена почётного звания «Мастер спорта Украины международного класса».